# Elena Baltacha
Elena Sergheevna Baltacha (n. 14 august 1983, Kiev, RSS Ucraineană, URSS – d. 4 mai 2014, Ipswich, Anglia, Regatul Unit) a fost o jucătoare de tenis britanică de origine ucraineană. Câștigătoare a patru premii AEGON, ea a fost mult timp Nr. 1 în tenisul feminin britanic, poziție pe care a ocupat-o intermitent între 2002 și 2012. Totuși, din cauza absenței sale din competiții datorate unei intervenții chirurgicale la genunchi, ea a coborât în clasamentul mondial, și la momentul retragerii din tenis pe 18 noiembrie 2013, era pe poziția #221 mondial și #6 în Marea Britanie. Cea mai bună clasare din cariera sa a fost Nr. 49 mondial, în septembrie 2010.
Pe durata carierei sale, Elena Baltacha a câștigat 11 titluri ITF la simplu, și patru titluri ITF la dublu. De asemenea ea a fost finalistă în 3 turnee ITF la simplu și alte 4 la dublu. În 2010, Baltacha a repurtat victorii asupra jucătoarelor din Top 10 mondial, printre care 2 victorii în fața lui Li Na și o victorie în fața italiencei Francesca Schiavone, la acel moment deținătoarea titlului French Open.
În ianuarie 2014 ea a fost diagnosticată cu cancer hepatic, la doar câteva săptămâni după ce s-a căsătorit cu antrenorul de tenis Nino Severino.
Elena Baltacha s-a stins din viață pe 4 mai 2014, la vârsta de 30 de ani, în casa sa din Ipswich, înconjurată de prieteni și familie.

## Finale ITF

### Simplu (11–3)
| Finale după categorie    |
| Turnee de $100,000 (2/1) |
| Turnee de $75,000 (2/0)  |
| Turnee de $50,000 (2/0)  |
| Turnee de $25,000 (5/2)  |
| Turnee de $10,000 (0/0)  |

| Finale după suprafață |
| Hard (7/3)            |
| Zgură (0/0)           |
| Iarbă (4/0)           |
| Carpet (0/0)          |

| Rezultat     | Data               | Categorie      | Turneu                     | Suprafață | Adversar          | Scor               |
| ------------ | ------------------ | -------------- | -------------------------- | --------- | ----------------- | ------------------ |
| Câștigătoare | 08 iulie 2002      | ITF $25,000    | Felixstowe, Marea Britanie | Grass     | Kelly Liggan      | 4–6, 6–2, 6–3      |
| Câștigătoare | 22 iulie 2002      | ITF $25,000    | Pamplona, Spania           | Hard (i)  | Virginie Pichet   | 6–2, 6–1           |
| Finalistă    | 20 septembrie 2004 | ITF $25,000    | Jersey, Marea Britanie     | Hard (i)  | Emma Laine        | 6–3, 2–6, 1–6      |
| Finalistă    | 09 februarie 2005  | ITF $25,000    | Redbridge, Marea Britanie  | Hard (i)  | Nika Ožegović     | 0–6, 3–6           |
| Câștigătoare | 12 octombrie 2005  | ITF $25,000    | Jersey, Marea Britanie     | Hard (i)  | Daniela Kix       | 4–6, 4–6           |
| Câștigătoare | 26 martie 2008     | ITF $25,000    | Jersey, Marea Britanie     | Hard (i)  | Ana Vrljić        | 6–1, 6–3           |
| Câștigătoare | 1 aprilie 2008     | ITF $75,000    | Torhout, Belgia            | Hard (i)  | Iveta Benešová    | 6–7(5–7), 6–1, 6–4 |
| Câștigătoare | 21 aprilie 2009    | ITF $25,000    | Changwon, Coreea de Sud    | Hard      | Junri Namigata    | 6–3, 6–1           |
| Câștigătoare | 22 septembrie 2009 | ITF $75,000    | Shrewsbury, Marea Britanie | Hard (i)  | Katie O'Brien     | 6–3, 4–6, 6–3      |
| Câștigătoare | 9 februarie 2010   | ITF $100,000   | Midland, SUA               | Hard (i)  | Lucie Hradecká    | 5–7, 6–2, 6–3      |
| Câștigătoare | 31 mai 2010        | ITF $50,000    | Nottingham, Marea Britanie | Grass     | Carly Gullickson  | 6–2, 6–2           |
| Câștigătoare | 12 iunie 2011      | ITF $100,000+H | Nottingham, Marea Britanie | Grass     | Petra Cetkovská   | 7–5, 6–3           |
| Finalistă    | 30 octombrie 2011  | ITF $100,000   | Poitiers, Franța           | Hard (i)  | Kimiko Date-Krumm | 6–7(3–7), 4–6      |
| Câștigătoare | 16 iunie 2013      | ITF $50,000    | Nottingham, Marea Britanie | Grass     | Tadeja Majerič    | 7–5, 7–6(9–7)      |

### Dublu (4–4)
| Finale după categorie    |
| Turnee de $100,000 (0/0) |
| Turnee de $75,000 (0/0)  |
| Turnee de $50,000 (0/0)  |
| Turnee de $25,000 (4/3)  |
| Turnee de $10,000 (0/1)  |

| Finale după suprafață |
| Hard (4/2)            |
| Zgură (0/1)           |
| Iarbă (0/1)           |
| Carpet (0/0)          |

| Rezultat     | Data               | Categorie   | Turneu                     | Suprafață | Partner              | Oponenți                          | Scor                    |
| ------------ | ------------------ | ----------- | -------------------------- | --------- | -------------------- | --------------------------------- | ----------------------- |
| Finalistă    | 30 aprilie 2001    | ITF $10,000 | Hatfield, Marea Britanie   | Zgură     | Nicola Trinder       | Natalia Egorova Ekaterina Sysoeva | 3–6, 6–4, 1–6           |
| Câștigătoare | 15 iulie 2002      | ITF $25,000 | Valladolid, Spania         | Hard      | Natacha Randriantefy | Leanne Baker Manisha Malhotra     | 6–2, 6–3                |
| Câștigătoare | 22 iulie 2002      | ITF $25,000 | Pamplona, Spania           | Hard (i)  | Kelly Liggan         | Yvonne Doyle Susanne Trik         | 6–7(6–7), 7–6(7–1), 6–3 |
| Câștigătoare | 11 octombrie 2004  | ITF $25,000 | Sunderland, Marea Britanie | Hard (i)  | Jane O'Donoghue      | Eva Fislová Stanislava Hrozenská  | 6–1, 4–6, 6–2           |
| Câștigătoare | 22 septembrie 2005 | ITF $25,000 | Glasgow, Marea Britanie    | Hard (i)  | Margit Rüütel        | Anne Keothavong Karen Paterson    | 6–3, 6–7(2–7), 6–2      |
| Finalistă    | 21 martie 2006     | ITF $25,000 | Redding, SUA               | Hard      | Yevgenia Savransky   | Vasilisa Bardina Ahsha Rolle      | 7–5, 5–7, 4–6           |
| Finalistă    | 4 iunie 2007       | ITF $25,000 | Surbiton, Marea Britanie   | Grass     | Naomi Cavaday        | Karen Paterson Melanie South      | 1–6, 4–6                |
| Finalistă    | 21 aprilie 2009    | ITF $25,000 | Changwon, Korea            | Hard      | Amanda Elliott       | Chang Kai-Chen Chen Yi            | 4–6, 1–6                |

## Cronologie performanțe

### Simplu
| Turnee Grand Slam                 |            |            |            |            |            |            |            |            |          |          |          |     |     |            |            |            |
| Australian Open                   | A          | A          | R1         | A          | R3         | LQ         | A          | LQ         | R2       | R3       | R2       | R1  | A   | 0 / 6      | 6–6        | 50%        |
| French Open                       | A          | A          | LQ         | A          | LQ         | LQ         | A          | LQ         | LQ       | R1       | R2       | R1  | R1  | 0 / 4      | 1–4        | 20%        |
| Wimbledon                         | R1         | R3         | R1         | R2         | R1         | A          | R1         | R2         | R2       | R1       | R2       | R2  | R1  | 0 / 12     | 7–12       | 37%        |
| US Open                           | LQ         | LQ         | A          | LQ         | LQ         | A          | LQ         | LQ         | LQ       | R2       | R2       | A   | A   | 0 / 2      | 2–2        | 50%        |
| Win–Loss                          | 0–1        | 2–1        | 0–2        | 1–1        | 2–2        | 0–0        | 0–1        | 1–1        | 2–2      | 3–4      | 4–4      | 1–3 | 0–2 | 0 / 24     | 16–24      | 40%        |
| Olympic Games                     |            |            |            |            |            |            |            |            |          |          |          |     |     |            |            |            |
| Summer Olympics                   | Not Held   | Not Held   | Not Held   | A          | Not Held   | Not Held   | Not Held   | A          | Not Held | Not Held | Not Held | R2  | NH  | 0 / 1      | 1–1        | 50%        |
| Year-End Championship             |            |            |            |            |            |            |            |            |          |          |          |     |     |            |            |            |
| WTA Tour Championships            | A          | A          | A          | A          | A          | A          | A          | A          | A        | A        | A        | A   | A   | 0 / 0      | 0–0        | 0%         |
| WTA Premier Mandatory Tournaments |            |            |            |            |            |            |            |            |          |          |          |     |     |            |            |            |
| Indian Wells                      | A          | A          | A          | A          | A          | A          | A          | A          | A        | R3       | R2       | R2  | A   | 0 / 3      | 4–3        | 57%        |
| Miami                             | A          | A          | A          | A          | LQ         | A          | A          | A          | LQ       | R2       | R2       | R1  | A   | 0 / 3      | 2–3        | 40%        |
| Madrid                            | Not Held   | Not Held   | Not Held   | Not Held   | Not Held   | Not Held   | Not Held   | Not Held   | A        | A        | A        | A   | A   | 0 / 0      | 0–0        | 0%         |
| Beijing                           | Not Tier I | Not Tier I | Not Tier I | Not Tier I | Not Tier I | Not Tier I | Not Tier I | Not Tier I | A        | A        | A        | A   | A   | 0 / 0      | 0–0        | 0%         |
| WTA Premier 5 Tournaments         |            |            |            |            |            |            |            |            |          |          |          |     |     |            |            |            |
| Dubai                             | Not Tier I | Not Tier I | Not Tier I | Not Tier I | Not Tier I | Not Tier I | Not Tier I | Not Tier I | A        | A        | R1       | NP5 | NP5 | 0 / 1      | 0–1        | 0%         |
| Rome                              | A          | A          | A          | A          | LQ         | A          | A          | A          | A        | LQ       | A        | A   | A   | 0 / 0      | 0–0        | 0%         |
| Cincinnati                        | Not Tier I | Not Tier I | Not Tier I | Not Tier I | Not Tier I | Not Tier I | Not Tier I | Not Tier I | LQ       | LQ       | LQ       | A   | A   | 0 / 0      | 0–0        | 0%         |
| Canada                            | A          | A          | A          | A          | A          | A          | A          | A          | R1       | LQ       | LQ       | A   | A   | 0 / 1      | 0–1        | 0%         |
| Tokyo                             | A          | A          | A          | A          | A          | A          | A          | A          | A        | A        | A        | A   | A   | 0 / 0      | 0–0        | 0%         |
| Titles–Finals                     | 0–0        | 0–0        | 0–0        | 0–0        | 0–0        | 0–0        | 0–0        | 0–0        | 0–0      | 0–0      | 0–0      | 0–0 | 0–0 | 0–0        | 0–0        | 0–0        |
| Year End Ranking                  | 242        | 157        | 373        | 202        | 122        | 347        | 187        | 136        | 89       | 55       | 50       | 172 | 220 | $1,190,893 | $1,190,893 | $1,190,893 |

### Dublu
| Turneu           | 2001 | 2002 | 2003 | 2004 | 2005 | 2006 | 2007 | 2008 | 2009 | 2010 | 2011 | 2012 | Career Win-Loss |
| ---------------- | ---- | ---- | ---- | ---- | ---- | ---- | ---- | ---- | ---- | ---- | ---- | ---- | --------------- |
| Australian Open  | A    | A    | A    | A    | A    | A    | A    | A    | A    | R2   | A    | A    | 1–1             |
| French Open      | A    | A    | A    | A    | A    | A    | A    | A    | A    | A    | A    | A    | 0–0             |
| Wimbledon        | R1   | R1   | R1   | R1   | R2   | A    | R1   | R1   | R1   | R2   | A    | R1   | 2–10            |
| US Open          | A    | A    | A    | A    | A    | A    | A    | A    | A    | A    | A    | A    | 0–0             |
| Year-end ranking | 405  | 262  | 490  | 355  | 246  | 508  | 365  | 961  | 648  | N/A  | N/A  | N/A  | N/A             |

### Dublu mixt
| Turneu          | 2002 | 2003 | 2004 | 2005 | 2006 | 2007 | 2008 | 2009 | 2010 | 2011 | Career Win-Loss |
| --------------- | ---- | ---- | ---- | ---- | ---- | ---- | ---- | ---- | ---- | ---- | --------------- |
| Australian Open | A    | A    | A    | A    | A    | A    | A    | A    | A    | A    | 0–0             |
| French Open     | A    | A    | A    | A    | A    | A    | A    | A    | A    | A    | 0–0             |
| Wimbledon       | R3   | R1   | A    | R1   | A    | A    | R1   | R2   | R2   | R2   | 5–7             |
| US Open         | A    | A    | A    | A    | A    | A    | A    | A    | A    | A    | 0–0             |

### Fed Cup
| Europa/Africa — Grupa II  |              |            |                  |              |            |                            |                           |                   |
| Data                      | Locația      | Suprafață  | Runda            | Țara adversă | Scor final | Meci                       | Adversari                 | Scorul meciului   |
| 09–13 April 2002          | Pretoria     | Hard       | RR               | MLT          | 3–0        | Dublu (cu Julie Pullin)    | Dimech/Wetz               | 6–0, 6–1 (W)      |
| 09–13 April 2002          | Pretoria     | Hard       | RR               | NOR          | 3–0        | Simplu                     | Annette Aksdal            | 6–0, 6–1 (W)      |
| 09–13 April 2002          | Pretoria     | Hard       | PO (Promovare)   | LTU          | 2–0        | Simplu                     | Lina Stančiūtė            | 4–6, 6–2, 6–2 (W) |
| Europa/Africa — Grupa I   |              |            |                  |              |            |                            |                           |                   |
| 21–26 April 2003          | Estoril      | Clay       | RR               | IRL          | 2–1        | Dublu (cu Julie Pullin)    | Curran/Liggan             | 6–3, 6–2 (W)      |
| 21–26 April 2003          | Estoril      | Clay       | RR               | POL          | 2–1        | Dublu (cu Julie Pullin)    | Domachowska/Bieleń-Żarska | 6–4, 7–6(7–5) (W) |
| 21–26 April 2003          | Estoril      | Clay       | RR               | HUN          | 0–3        | Simplu                     | Petra Mandula             | 1–6, 3–6 (L)      |
| 21–26 April 2003          | Estoril      | Clay       | PO (Relegation)  | NED          | 1–2        | Dublu (cu Julie Pullin)    | Boogert/Oremans           | 3–6, 4–6 (L)      |
| Europa/Africa — Grupa II  |              |            |                  |              |            |                            |                           |                   |
| 26 Apr – 1 May 2004       | Marsa        | Hard       | RR               | EGY          | 3–0        | Dublu (cu Jane O'Donoghue) | Farid/Mohsen              | 6–0, 6–3 (W)      |
| 26 Apr – 1 May 2004       | Marsa        | Hard       | RR               | TUR          | 3–0        | Simplu                     | Cigdem Duru               | 6–1, 6–0 (W)      |
| 26 Apr – 1 May 2004       | Marsa        | Hard       | RR               | TUR          | 3–0        | Dublu (cu Jane O'Donoghue) | Büyükakçay/Özgen          | 6–0, 6–3 (W)      |
| 26 Apr – 1 May 2004       | Marsa        | Hard       | RR               | ROU          | 2–1        | Simplu                     | Monica Niculescu          | 6–1, 6–4 (W)      |
| 26 Apr – 1 May 2004       | Marsa        | Hard       | PO (Promovare)   | IRL          | 2–0        | Simplu                     | Yvonne Doyle              | 6–1, 7–5 (W)      |
| Europa/Africa — Grupa I   |              |            |                  |              |            |                            |                           |                   |
| 20–23 April 2005          | Antalya      | Clay       | RR               | SLO          | 0–3        | Simplu                     | Katarina Srebotnik        | 1–6, 1–6 (L)      |
| 20–23 April 2005          | Antalya      | Clay       | RR               | SLO          | 0–3        | Dublu (cu Jane O'Donoghue) | Klepač/Križan             | 1–6, 4–6 (L)      |
| 20–23 April 2005          | Antalya      | Clay       | RR               | DEN          | 2–1        | Simplu                     | Karina Ildor Jacobsgaard  | 6–3, 7–5 (W)      |
| 20–23 April 2005          | Antalya      | Clay       | RR               | SCG          | 1–2        | Simplu                     | Ana Timotić               | 7–5, 3–6, 0–6 (L) |
| 20–23 April 2005          | Antalya      | Clay       | PO (9th–12th)    | UKR          | 1–2        | Simplu                     | Alona Bondarenko          | 1–6, 3–6 (L)      |
| 18–22 April 2006          | Plovdiv      | Clay       | RR               | UKR          | 3–0        | Simplu                     | Valeria Bondarenko        | 6–3, 6–0 (W)      |
| 18–22 April 2006          | Plovdiv      | Clay       | RR               | UKR          | 3–0        | Dublu (cu Claire Curran)   | Antypina/V.Bondarenko     | 6–4, 6–4 (W)      |
| 18–22 April 2006          | Plovdiv      | Clay       | RR               | BUL          | 2–1        | Simplu                     | Dimana Krastevitch        | 6–3, 6–1 (W)      |
| 18–22 April 2006          | Plovdiv      | Clay       | RR               | BUL          | 2–1        | Dublu (cu Claire Curran)   | Krastevitch/Pironkova     | 6–1, 1–6, 6–2 (W) |
| 18–22 April 2006          | Plovdiv      | Clay       | RR               | HUN          | 2–1        | Simplu                     | Kyra Nagy                 | 6–1, 6–2 (W)      |
| 18–22 April 2006          | Plovdiv      | Clay       | RR               | HUN          | 2–1        | Dublu (cu Claire Curran)   | Nagy/Németh               | 6–1, 7–6(7–5) (W) |
| 18–22 April 2006          | Plovdiv      | Clay       | PO (1st–4th)     | SVK          | 1–2        | Simplu                     | Magdaléna Rybáriková      | 5–7, 3–6 (L)      |
| 18–22 April 2006          | Plovdiv      | Clay       | PO (1st–4th)     | SVK          | 1–2        | Dublu (cu Claire Curran)   | Cibulková/Husárová        | 6–4, 6–3 (W)      |
| 18–21 April 2007          | Plovdiv      | Clay       | RR               | BUL          | 3–0        | Simplu                     | Dia Evtimova              | 4–6, 6–4, 8–6 (W) |
| 18–21 April 2007          | Plovdiv      | Clay       | RR               | BUL          | 3–0        | Dublu (cu Claire Curran)   | Alawi/Mladenova           | 6–4, 6–2 (W)      |
| 18–21 April 2007          | Plovdiv      | Clay       | RR               | LUX          | 1–2        | Dublu (cu Claire Curran)   | Kremer/Philippe           | 6–4, 3–6, 6–3 (W) |
| 18–21 April 2007          | Plovdiv      | Clay       | RR               | POL          | 0–3        | Simplu                     | Marta Domachowska         | 1–6, 4–6 (L)      |
| 18–21 April 2007          | Plovdiv      | Clay       | RR               | POL          | 0–3        | Dublu (cu Claire Curran)   | Domachowska/A.Radwańska   | 3–6, 4–6 (L)      |
| 18–21 April 2007          | Plovdiv      | Clay       | PO (9th–12th)    | SWE          | 0–3        | Dublu (cu Claire Curran)   | Andersson/Larsson         | 0–6, 1–6 (L)      |
| 30 Jan – 01 Feb 2008      | Budapesta    | Carpet (i) | RR               | SUI          | 1–2        | Dublu (cu Melanie South)   | Gagliardi/Schnyder        | 3–6, 3–6 (L)      |
| 30 Jan – 01 Feb 2008      | Budapesta    | Carpet (i) | RR               | HUN          | 1–2        | Dublu (cu Melanie South)   | Arn/Szávay                | 2–6, 2–6 (L)      |
| 30 Jan – 01 Feb 2008      | Budapesta    | Carpet (i) | RR               | DEN          | 1–2        | Dublu (cu Anne Keothavong) | Dyrberg/Wozniacki         | 3–6, 2–6 (L)      |
| 04–07 Feb 2009            | Tallin       | Carpet (i) | RR               | HUN          | 3–0        | Simplu                     | Gréta Arn                 | 7–5, 6–3 (W)      |
| 04–07 Feb 2009            | Tallin       | Carpet (i) | RR               | NED          | 3–0        | Simplu                     | Michelle Gerards          | 6–2, 6–4 (W)      |
| 04–07 Feb 2009            | Tallin       | Carpet (i) | PO (Promovare)   | POL          | 1–2        | Simplu                     | Katarzyna Piter           | 6–4, 6–1 (W)      |
| 03–05 Feb 2010            | Lisabona     | Hard (i)   | RR               | BIH          | 3–0        | Simplu                     | Sandra Martinović         | 6–1, 6–1 (W)      |
| 03–05 Feb 2010            | Lisabona     | Hard (i)   | RR               | BIH          | 3–0        | Dublu (cu Sarah Borwell)   | Husarić/Martinović        | 6–2, 6–4 (W)      |
| 03–05 Feb 2010            | Lisabona     | Hard (i)   | RR               | AUT          | 0–3        | Simplu                     | Sybille Bammer            | 3–6, 3–6 (L)      |
| 03–05 Feb 2010            | Lisabona     | Hard (i)   | RR               | BLR          | 2–1        | Dublu (cu Sarah Borwell)   | Govortsova/Poutchek       | 3–6, 7–5, 6–2 (W) |
| 05 Feb 2011               | Eilat        | Hard       | PO (5th–8th)     | CRO          | 2–0        | Simplu                     | Ajla Tomljanović          | 6–1, 6–1 (W)      |
| 01–04 Feb 2012            | Eilat        | Hard       | RR               | POR          | 3–0        | Simplu                     | Michelle Larcher de Brito | 6–2, 6–3 (W)      |
| 01–04 Feb 2012            | Eilat        | Hard       | RR               | NED          | 2–1        | Simplu                     | Michaëlla Krajicek        | 6–3, 6–3 (W)      |
| 01–04 Feb 2012            | Eilat        | Hard       | RR               | ISR          | 3–0        | Simplu                     | Shahar Pe'er              | 6–4, 6–3 (W)      |
| 01–04 Feb 2012            | Eilat        | Hard       | PO (Promotional) | AUT          | 2–0        | Simplu                     | Tamira Paszek             | 6–1, 6–4 (W)      |
| World Group II (Play off) |              |            |                  |              |            |                            |                           |                   |
| 21–22 April 2012          | Borås        | Hard (i)   | PO (Promotional) | SWE          | 1–4        | Simplu                     | Johanna Larsson           | 1–6, 5–7 (L)      |
| 21–22 April 2012          | Borås        | Hard (i)   | PO (Promotional) | SWE          | 1–4        | Dublu (cu Heather Watson)  | Allgurin/Melander         | 7–6(7–3), 6–1 (W) |
| 20–21 April 2013          | Buenos Aires | Clay       | PO (Promotional) | ARG          | 1–3        | Simplu                     | María Irigoyen            | 5–7, 6–3, 1–6 (L) |